# Landkommissariat Homburg

Das Landkommissariat Homburg in der Pfalz 1818–1862

Das Landkommissariat Homburg (amtlich Land-Commissariat Homburg) war einer von zwölf Verwaltungsbezirken im bayerischen Rheinkreis (1837 in „Kreis Pfalz“ umbenannt), der ab 1818 bestand und 1862 in Bezirksamt Homburg umbenannt wurde. Das Verwaltungsgebiet lag in den heutigen Landkreisen Kaiserslautern, Kusel und Südwestpfalz  in Rheinland-Pfalz sowie im Saarpfalz-Kreis im Saarland, der namensgebende Verwaltungssitz war in der saarländischen Stadt  Homburg.

## Kantone und Gemeinden
Das Landkommissariat Homburg gliederte sich in die Kantone Homburg, Landstuhl  und Waldmohr und umfasste 78 Gemeinden (alle Orte in der amtlichen Schreibweise von 1817):

### Kanton Homburg
| - Bechhofen - Beeden - Biedershausen - Erbach und Reiskirchen - Groß-Bundenbach - Homburg | - Käshofen - Kirberg - Klein-Bundenbach - Krähenberg - Lambsborn - Langwieden | - Martinshöhe - Mörsbach - Rosenkopf - Wiesbach |

### Kanton Landstuhl
| - Bann - Bettenhausen - Bruchmühlbach - Fokenberg und Limbach - Gerhardsbrunn - Gimbsbach - Hauptstuhl - Hütschenhausen - Katzenbach - Kindsbach - Kirchenarnbach und Obernheim | - Kottweiler und Schwanden - Landstuhl - Linden - Mackenbach - Matzenbach - Miesenbach - Mittelbrunn - Mühlbach - Nanzweiler und Dietzweiler - Nieder-Mohr - Ober-Arnbach | - Ober-Mohr - Queidersbach - Ramstein - Reichenbach - Reischbach - Schrollbach - Spesbach - Steegen - Steinwenden - Vogelbach - Weltersbach |

### Kanton Waldmohr
| - Altenkirchen - Altstadt - Börsborn - Breitenbach - Brücken - Dietschweiler - Dietweiler - Dunzweiler - Elschbach - Frohnhofen | - Gries - Hasbach - Högen - Jägersburg - Klein-Ottweiler - Kübelberg - Limbach - Mittel-Bexbach - Münchweiler - Nanzweiler | - Nieder-Bexbach - Nieder-Miesau - Ober-Bexbach - Ober-Miesau - Sand - Schmittweiler - Schöneberg - Steinbach - Waldmohr |

## Geschichte

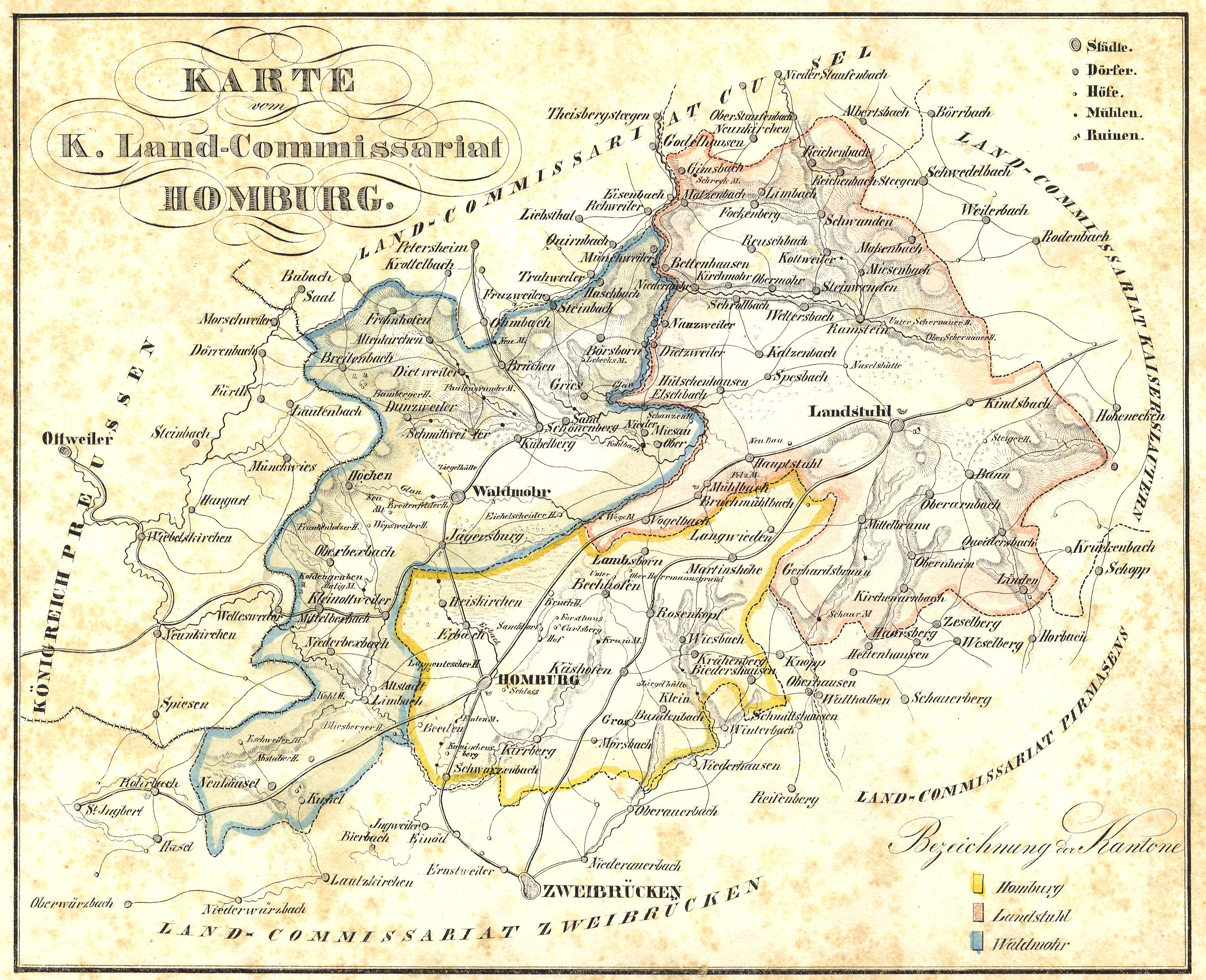
Landkommissariat Homburg 1875

Der bayerische König Maximilian Joseph I. hatte am 30. April 1816 das Gebiet des später eingerichteten Rheinkreises aufgrund eines Tauschvertrages mit dem österreichischen Kaiser Franz I. förmlich in Besitz genommen.
Aus der sogenannten Franzosenzeit hatte Bayern in der Pfalz zunächst die seit 1798 entstandene Verwaltungsstruktur im Wesentlichen übernommen. Der neu entstandene Rheinkreis war in vier „Kreisdirektionen“, später auch „Bezirksdirektionen“ genannt, eingeteilt. Die nachgeordneten Verwaltungsebenen Kantone und Bürgermeistereien, abgesehen von geringfügigen Gebietsanpassungen, blieben bestehen.
Das Gebiet des Landkommissariats Homburg gehörte bis 1814 zum Departement Donnersberg (Kanton Homburg und Kanton Landstuhl) bzw. zum Departement Saar (Kanton Waldmohr). Nach der Inbesitznahme durch Bayern und der Einrichtung der Kreisdirektionen gehörte das Gebiet zur Kreisdirektion Zweibrücken.
Mit Wirkung vom 1. April 1818 wurden die Distrikte der bisherigen vier „Bezirks-Directionen“ des Rheinkreises in zwölf „Land-Commissariate“ neu aufgeteilt. Der Aufgabenbereich und die Zuständigkeiten änderten sich nicht. Zum „Land-Commissär“ wurde 1818 Philipp Jakob Siebenpfeiffer bestimmt, der bis dahin „Bezirks-Direcions-Assessor“ zu Frankenthal war. Sein Nachfolger wurde von 1832 bis 1869 Johann Christian Chelius (1797–1870), bayerischer Landtagsabgeordneter und Verfasser eines damals bekannten Verwaltungs-Handbuchs. Dem Landkommissar standen ein Aktuar, zwei Schreiber und ein Bote zur Verfügung, für Gehälter und Bürokosten waren 3900 Gulden pro Jahr veranschlagt.
Zum 1. Juli 1862 erhielten die Landkommissariate in der Pfalz die Benennung „Bezirksämter“, aus denen 1938 die Landkreise entstanden.